# Catacroptera cloanthe
Catacroptera cloanthe is een vlinder uit de Nymphalidae. De wetenschappelijke naam is voorgesteld als Papilio cloanthe door Caspar Stoll in een publicatie uit 1781.

## Verspreiding
Deze soort komt voor in de graslanden en savannes van tropisch Afrika waaronder Zuidoost-Senegal, Gambia, Guinee-Bissau, Guinee, Sierra Leone, Burkina Faso, Liberia, Ivoorkust, Ghana, Togo, Benin, Nigeria, Kameroen, Eritrea, Congo-Kinshasa, Oeganda, Kenia, Tanzania, Angola, Zambia, Mozambique, Zimbabwe, Botswana, Zuid-Afrika en Eswatini.

## Waardplanten
De rups leeft op soorten van de Acanthaceae waaronder Asystasia gangetica (L.), Barleria opaca (Vahl) Nees, Barleria ventricosa Hochst. ex Nees, Dyschoriste setiger (Pers.) Vollesen, Justicia protracta (Nees) T.Anderson, Phaulopsis spec., Ruellia cordata Thunb., Ruellia togoensis (Lindau) Heine.

## Ondersoorten
- Catacroptera cloanthe cloanthe (Stoll, 1781) (Eritrea, Congo-Kinshasa, Oeganda, Kenia, Tanzania, Angola, Zambia, Mozambique, Zimbabwe, Botswana, Zuid-Afrika)
  - = Catacroptera cloanthe intermedia Rothschild, 1918
- Catacroptera cloanthe ligata Rothschild & Jordan, 1903  (Zuidoost-Senegal, Gambia, Guinea-Bissau, Guinee, Sierra Leone, Burkina Faso, Liberia, Ivoorkust, Ghana, Togo, Benin, Nigeria, Kameroen).